# Jules André
Jules André (Párizs, 1804. április 19. – Párizs, 1869. augusztus 17.) francia tájképfestő.

## Életpályája
André Jolivard és Louis Étienne Watelet tanítványa volt.  1831-ben  meghívást kapott, hogy vegyen részt a Párizsi Szalon kiállításán a Louvre-ban. Itt debütált 27 évesen egy olyan művével, amelyet a hivatalos művészeti kritikusok dicsértek.
Később André beutazta Belgiumot és Németországot, ahol – saját bevallása szerint – különösen a Rajna nyűgözte le. 1845 és 1856 között a Manufacture royale de porcelaine de Sèvres-nél (sevres-i porcelángyár) dolgozott; még az 1848-as februári forradalom nehéz időszakában is volt munkája.
Festészetet tanított fiának, Marthe Alphonse Edmond Jules Andrénak (Sèvres, 1844 – Algír, 1877).
Jules André festőművész 1869. augusztus 17-én, 65 éves korában halt meg párizsi otthonában
André egész művészi életművét olyan realizmus jellemzi, amely akkoriban nem feltétlenül volt általános. Ugyanakkor zsánerjelenetei mindig hangulatosak, néha még egy csipetnyi romantikát is tartalmaznak. Felfogásában a realizmus felé hajlott, de nem hanyagolta el képein a hangulati elemeket sem.  A Sèvres számára megrendelt művei sem maradtak el más művei mögött. Művei ma a toulouse-i és beaune-i művészeti múzeumok tulajdonában vannak.

## Fordítás
Ez a szócikk részben vagy egészben  a   Jules André című német Wikipédia-szócikk ezen változatának fordításán alapul.  Az eredeti cikk szerkesztőit annak laptörténete sorolja fel. Ez a jelzés csupán a megfogalmazás eredetét és a szerzői jogokat jelzi, nem szolgál a cikkben szereplő információk forrásmegjelöléseként.